# 孔承慶
孔承慶（1420年4月19日—1450年12月29日），字永祚，山東曲阜人。孔子第六十代嫡孫，孔彦缙之子。
明成祖永乐十八年（1420年）三月初七，孔彦缙的原配夫人夏氏生下孔承慶。为人好学知礼。宣德九年（1434年）母亲去世，他守丧以礼行事，受到族人称赞。他跟随清江裴侃、三氏学学禄孔克宴、徽州江永清学习。对待继母能尽孝道。明代宗景泰元年（1450年）十一月廿六孔承慶去世，享年三十一岁:9，葬於孔林。户部尚书兼文渊阁大学士劉珝为孔承慶撰写墓表。景泰六年（1455年）十二月，朝廷追赠孔承慶為衍圣公。

## 家庭
- 父：孔彦缙，孔子第五十九代嫡孙，明朝衍圣公。
- 母：夏氏（1399年—1434年），揚州江都人，江西布政使司參政夏濟長女[1]:9[註 1]
- 妻：王氏（1419年—1481年），兗州寧陽人，順天府尹王賢的女兒；後被封為衍聖公太夫人。[註 2]
  - 長子：孔弘緒（1448年—1504年），景泰六年（1455年）承襲衍聖公，成化五年（1469年）奪爵
  - 次子：孔弘泰（1450年—1503年），成化六年（1470年）代襲衍聖公

## 附註
1. ↑  「夫人夏氏，江都人，江西布政使司參政濟長女；建文元年五月十一日丑時生，宣宗宣德九年八月三十日戌時卒，年三十六」
2. ↑  「夫人王氏，寧陽人，順天府尹賢女；封衍聖公太夫人。永樂十七年二月二十日亥時生，憲宗成化十七年正月初七日辰時卒，年六十三」

## 参看
- 孔子
- 孔子世系
- 衍聖公
- 孔子世家大宗世系
- 孔子世家大宗世系图